# Kattegat
Kattegat – cieśnina między Półwyspem Jutlandzkim (Danią) a Półwyspem Skandynawskim (Szwecją).

## Nazewnictwo
Nazwa Kattegat wywodzi się z języka holenderskiego i oznacza kocią dziurę. Określenie to cieśnina zawdzięcza średniowiecznym nawigatorom, którzy w ten opisowy sposób porównywali ją do bardzo wąskiego przejścia dostępnego tylko dla kotów.

## Charakterystyka
Cieśnina Kattegat jest granicą Morza Bałtyckiego i jest zaliczana do tego morza. Kattegat połączony jest z Bałtykiem przez cieśninę Sund, a z Morzem Północnym przez Skagerrak i Limfjorden.
Jest zaliczany do Cieśnin Duńskich:
- długość: ok. 200 km[3],
- średnia szerokość: 136 km (od 60 do 160 km),
- średnia głębokość: 24 m,
- maksymalna głębokość 109 m[3],
- największe wyspy:
  - Samsø,
  - Læsø,
  - Anholt.

Temperatura wód powierzchniowych waha się od 2 °C w lutym do 17 °C w sierpniu, przy zasoleniu od 18,5‰ na południu do 29,6‰ na północy.